# Orthosia mundoides
Orthosia mundoides là một loài bướm đêm trong họ Noctuidae.